# Konfederacja Niezależnych Związków Zawodowych w Bułgarii
Konfederacja Niezależnych Związków Zawodowych w Bułgarii (Конфедерация на независимите синдикати в България) – bułgarski związek zawodowy.
Powstała w lutym 1990 roku. Jej przewodniczącym od 1997 do 2010 roku był Żelazko Christow. Po nim przewodnictwo sprawuje Płamen Dimitrow.